# 卡尔·库克
卡尔·库克（英語：Karl Cook，1990年12月25日—），美国男子马术运动员，2023年泛美运动会团体场地障碍赛金牌得主、2024年夏季奥林匹克运动会团体场地障碍赛银牌得主。